# NGC 1947
NGC 1947 je galaksija u zviježđu Zlatnoj ribi.

## Vanjske poveznice
- SEDS: NGC 1947